# Mortonagrion forficulatum
Mortonagrion forficulatum là một loài chuồn chuồn kim trong họ Coenagrionidae.
Mortonagrion forficulatum được Lieftinck miêu tả khoa học năm 1953.